# 瑟尼奧布鄉
47°16′00″N 22°08′00″E / 47.2667°N 22.1333°E
瑟尼奧布鄉（羅馬尼亞語：Comuna Sâniob, Bihor），是羅馬尼亞的鄉份，位於該國西北部，由比霍爾縣負責管轄，面積58平方公里，海拔高度110米，2007年人口2,213，人口密度每平方公里38人。